# Nicu Gîngă
Nicu Gîngă (Grăniceri, Rumania, 10 de marzo de 1953) es un deportista rumano retirado especialista en lucha grecorromana donde llegó a ser subcampeón olímpico en Montreal 1976.

## Carrera deportiva
En los Juegos Olímpicos de 1976 celebrados en Montreal ganó la medalla de plata en lucha grecorromana de pesos de hasta 52 kg, tras el luchador soviético Vitali Konstantinov (oro) y por delante del japonés Koichiro Hirayama (bronce).